# キング・アーサー 英雄転生
『キング・アーサー 英雄転生』（キング・アーサー えいゆうてんせい、原題：King Arthur and the Knights of the Round Table）は、2017年4月24日に公開されたアメリカ合衆国のアクション・アドベンチャー映画。
日本では劇場未公開。2017年7月5日にアルバトロスからDVD（ALBSD-2125）を発売された。

## あらすじ
1500年前、魔女モルガナとその息子モードレッドがキャメロットの王座を狙っており、アーサー王に戦いを挑んだ。アーサー王はモルガナとの戦いに勝ち、モルガナとモードレッドは、聖剣エクスカリバーの力で岩に閉じ込められ、宇宙の果てへと追放された。現代のタイのバンコクでモルガナとモードレッドは復活し、再び世界を支配しようとしていた。アーサー王の末裔であるペンと円卓の騎士の子孫たちがモルガナとの戦いを挑むとした。

## キャスト
- モルガナ・ル・フェイ - サラ・マラクル・レイン
- ペン - オーウェン・オブライエン
- モードレッド - ラッセル・ジェフリー・バンクス
- ルーカス - アレックス・ウィンターズ
- ジェナ - ケリー・B・ジョーンズ
- アーサー王 - バイロン・ギブソン
- 魔導士マーリン - ハロルド・ダイアモンド

## スタッフ
- 監督：ジャレッド・コーン
- 製作：デヴィッド・マイケル・ラット
- 製作総指揮：デヴィッド・リマゥイー
- 脚本：スコッティー・ミューレン
- 撮影：ジョシュ・マース
- 音楽：マイケル・シェーン・プラサー